# Marcus Lemonis

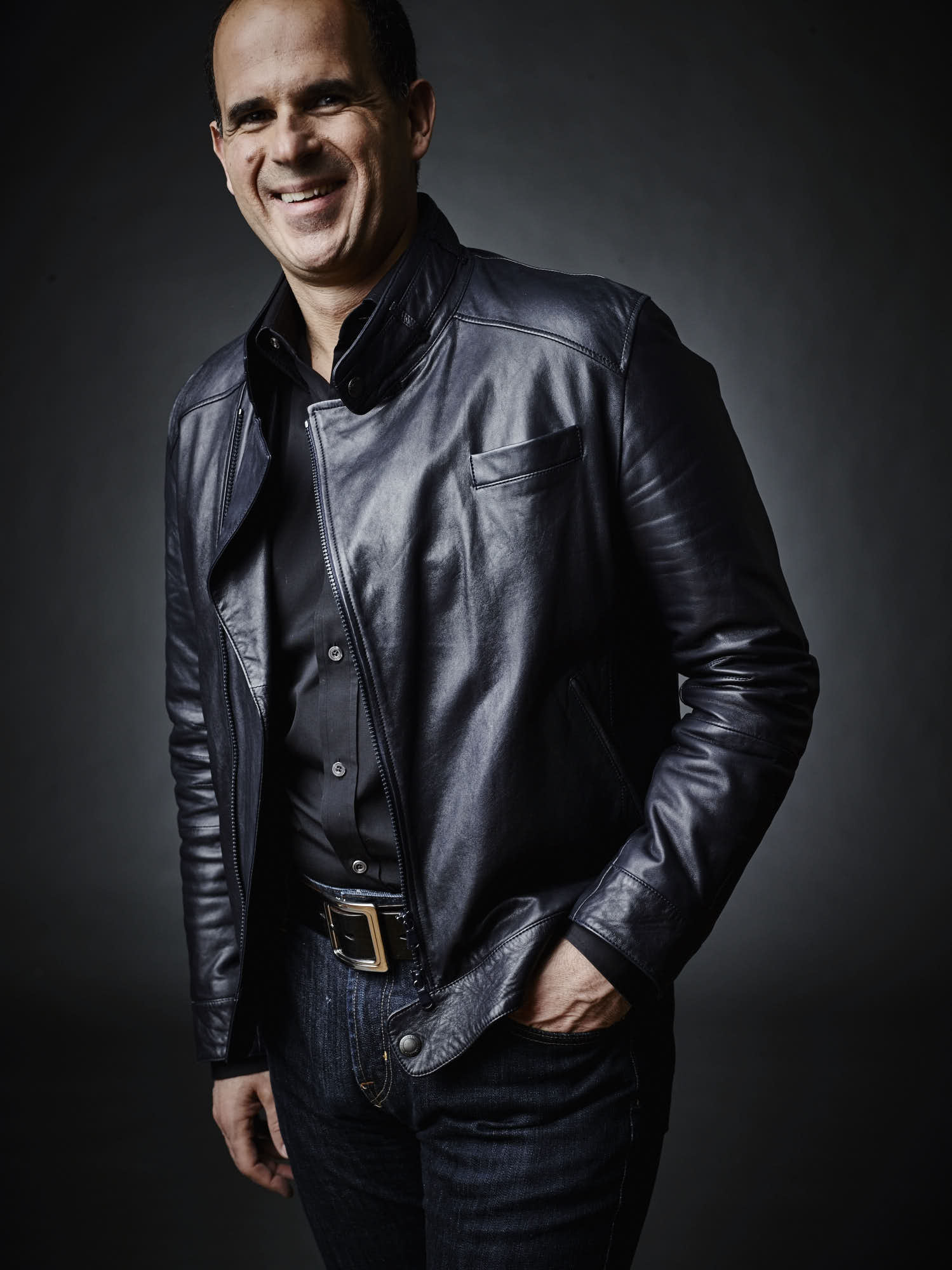
Marcus Lemonis (2016)

Marcus Anthony Lemonis (* 16. November 1973 in Beirut, Libanon) ist ein US-amerikanischer Geschäftsmann, Investor, Fernsehpersönlichkeit und Philanthrop. Er ist derzeitiger Vorsitzender und CEO von Camping World, Good Sam Enterprises und Gander Mountain sowie der Hauptakteur bei The Profit, einer CNBC-Reality-Show die sich der Rettung von Kleinunternehmen widmet.

## Werdegang

### Privatleben
Lemonis erste Lebensjahre waren vom libanesischen Bürgerkrieg und der syrischen Besatzung seines Heimatlandes überschattet. Als Kleinkind wurde er von Leo und Sophia Lemonis, einem griechischen Ehepaar, welches in Miami (Florida) lebte, adoptiert. Lemonis kam während seiner Jugend mit der Automobilindustrie in Berührung. Sein Großvater besaß zwei eigene Chevrolet-Autohäuser in den Vereinigten Staaten. Lee Iacocca war ein Freund der Familie und später ein Mentor von Marcus. Lemonis erwarb 1995 einen Bachelorabschluss in Politikwissenschaft und dem Nebenfach Kriminologie an der Marquette University in Milwaukee (Wisconsin). Kurz nach seinem Abschluss kandidierte er erfolglos für einen Sitz im Repräsentantenhaus von Florida. Als Folge seiner Niederlage schlug er eine Laufbahn in der Automobilindustrie ein.
Im Jahr 2003 heiratete er seine Frau Ila.

### Geschäftslaufbahn
Lemonis trat eine Anstellung bei dem Unternehmen Republic Industries, Inc. in Fort Lauderdale (Florida) an. Ab 1997 hielt er dort mehrere Vertriebs- und Führungspositionen. Von Juni 2001 bis Februar 2003 war er CEO von Holiday RV Superstores Inc. Danach mitbegründete er ein Unternehmen namens FreedomRoads und begann Wohnmobilhändler zu erwerben. Im Jahr 2006 fusionierte FreedomRoads mit Camping World und im Jahr 2011 mit Good Sam Enterprises. Lemonis fungierte nach den Fusionen jeweils als neuer CEO des Unternehmens.
Als CEO von Camping World arbeitete er 2004 das erste Mal mit der NASCAR zusammen, als das Unternehmen den Fahrer John Andretti unterstützte. Im Jahr 2007 kündigte Lemonis an, dass Camping World das Sponsoring der NASCAR East Series von Busch Beer für die Saison 2008–2009 übernehmen wird und eine Umfirmierung zu NASCAR Camping World Series stattfindet. Im selben Jahr, 2007, kündigte er das Sponsoring für die Craftsman Truck Series an und die Umfirmierung zu NASCAR Camping World Truck Series an. Dadurch wurde das Unternehmen zu einem der drei Top-Sponsern im Sport. Im Jahr 2014 kündigte Lemonis das Sponsoring der NASCAR Camping World Truck Series bis 2022 an.
Neben seiner Tätigkeit bei Camping World betätigt sich Lemonis als Entrepreneur. Auf diese Weite hat er mehreren Unternehmen geholfen, die sich in Schieflage befanden. Als Rose's Bakery & Wheat Free Café seinen Betrieb am Heiligabend 2012 einstellen wollte, stieg Lemonis in das Unternehmen ein und rettete es vor dem Ende. Nach der ersten Sichtung des Unternehmens stelle er einen Scheck über 200.000 Dollar aus und wurde Mehrheitseigentümer des Unternehmens mit einer Zusage weitere 150.000 Dollar in den nächsten 18 Monaten in das Unternehmen zu investieren. Lemonis rettete nicht nur die bestehende Bäckerei, sondern es wurde ein zweiter Standort in Highland Park (Illinois) unter seiner Leitung eröffnet. Lemonis fügte Rose's Bakery & Wheat Free Café und mehrere andere Unternehmen, einschließlich Amazing Grapes, Betty Lou's, Crumbs Bake Shop, Dapper Classics, E-Net IT Group, Key West Key Lime Pie Co., Little Miss Baker, Tonnie's Minis, Mr. Green Tea, ProFit Protein Bars und Sweet Pete's zu seiner Holdinggesellschaft, Marcus Lemonis Enterprises LLC, hinzu. Des Weiteren erweiterte er sein Portfolio in der Automobilindustrie um zwei weitere Unternehmen infolge seiner Arbeit bei The Profit: 1-800-Car-Cash, ein Auto-Kauf-Service, und AutoMatch USA, welches sich auf Gebrauchtautos und Zubehör spezialisiert hat.
Das RV Business Magazine bezeichnete Lemonis 2007 als „Newsmaker of the Year.“ In diesem Zusammenhang schrieb es folgendes über ihn:

“[He has] more impact on the industry than any [other] single individual or company in recent memory as an agent of change and retail consolidation.”

„[Er hat] mehr Einfluss auf die Industrie als jede [andere] einzelne Person oder Unternehmen in der jüngsten Zeit als eine Triebkraft für Veränderungen und eine Einzelhandelskonsolidierung.“

Crain's Chicago Business zeigte ihn in seiner 2005er Ausgabe von „40 under 40“ und Ernst & Young bezeichnete ihn 2008 als „Entrepreneur of the Year.“
Als Philanthrop unterstützte er unter anderem das Joffrey Ballet, das St. Jude Children’s Research Hospital, das Ravinia Festival, den Lincoln Park Zoo, die RV/MH Hall of Fame und das Zacharias Sexual Abuse Center. Infolge seiner Auftritte bei The Secret Millionaire unterstützte er auch National Voices for Equality, Education and Enlightenment, New Journey's Transitional Home und Neat Stuff.
Unter seiner Leitung haben Camping World und Good Sam Enterprises das Projekt Good Samaritan als eines ihrer Ziele von 2013 lanciert, um die Unternehmensverantwortung auszubauen. Im Rahmen dieses Projektes sind beinahe 7.000 Mitarbeitern dazu aufgefordert 32 Stunden pro Jahr (acht Stunden pro Quartal) ehrenamtlich für Zwecke bereitzustellen, die sie für wichtig erachten.
Im Oktober 2016 ging Camping World an der New York Stock Exchange (NYSE: CWH). Der Ausgabekurs war 22 Dollar pro Aktie, was einen Marktwert von ungefähr 2 Milliarden Dollar bedeutete. Am 1. Mai 2017 wurde eine Aktie von Camping World mit 31 Dollar gehandelt.
Im April 2017 kündigte Camping World der Kauf von Vermögenswerten von Gander Mountain an, einen Camping-, Angel- und Jagdausrüstungs-Einzelhändler, einschließlich des geistigen Eigentums, der Marken und der Domain GanderMountain.com, und des Boots- und Wassersport-Lifestyle-Einzelhändlers Overton's Inc.
Im Juli 2017 kündigte Camping World der Kauf von The House Boardship an, einen Online-Einzelhändler, der auf Fahrräder, Windsurfbretter, Skateboards, Wakeboards, Snowboards und Outdoor-Bedarf spezialisiert ist. Dazu gehören das geistige Eigentum und die Marken, einschließlich der Domains thehouse.com und the-house.com.

### Fernsehpersönlichkeit
Lemonis trat bei zwei Episoden von The Celebrity Apprentice auf, einer NBC-Reality-Show. Im Jahr 2011 gab Lemonis jedem Team zwei Camping-World-Wohnwagen und forderte sie auf, ein Erlebnis in Midtown-Manhattan zu veranstalten. Im Jahr 2012 forderte Lemonis die Kandidaten auf einen 90-Sekunden-Jingle für das Good Sam’s Roadside Assistance Programm zu schreiben. Lemonis trat auch 2012 in einer Episode von The Secret Millionaire auf, einer ABC-Reality-Show. Dabei war er in seiner Heimatstadt Miami, um lokalen Wohltätigkeitsorganisationen zu helfen.
Im Jahr 2013 wurde Lemonis der Hauptakteur bei The Profit, einer CNBC-Reality-Show, wo Lemonis auf der Suche nach vielversprechenden Kleinunternehmen ist, die in Schieflage geraten sind. Ab dem Sommer 2016 (vierte Staffel) setzt er auf der ganzen Linie sein eigenes Geld ein, um ein Unternehmen zu retten und gleichzeitig einen Gewinn zu erwirtschaften. Nach der dritten Staffel hatte Lemonis 35 Millionen Dollar in Unternehmen investiert, welche bei der Show gezeigt wurden.
Im Jahr 2017 trat Lemonis in The Partner auf, einer zweiten CNBC-Reality-Show, in der er nach einem Geschäftsführer suchte, welcher ihm bei den laufenden Unternehmen helfen sollte, in die er bei The Profit Geld investierte.
Im August 2021 gründeten Lemonis und die Geschäftspartnerin Nancy Glass (eine ehemalige Fernsehjournalistin) Marcus/Glass Productions und erwarben die Vermögenswerte von Hatos-Hall Productions, den Eigentümern von „Let’s Make a Deal“ (bekannt als „Geh aufs Ganze!“ in Deutschland ).

### Politische Laufbahn
Lemonis kandidierte 1996 für das Repräsentantenhaus von Florida. Dabei trat er gegen den zweifachen republikanischen Amtsinhaber Bruno Barreiro an. Trotz der Unterstützung von Miami Herald erlitt er eine Niederlage, 42,44 % zu 57,56 % der Stimmen. Der Miami Herald bezeichnete Lemonis als „political neophyte,“ unterstützte ihn aber weil „he exudes energy and ideas.“